# Mariann Budde
Mariann Edgar Budde, född Edgar den 10 december 1959 i Summit, New Jersey, är en amerikansk kyrklig ledare. Sedan 2011 tjänstgör hon som biskop av Washington, inom episkopalkyrkan i USA, som den första kvinnliga biskopen i stiftet. Dessförinnan tjänstgjorde hon i 18 år som kyrkoherde för St. John's Episcopal Church i Minneapolis i Minnesota.

## Uppväxtår och utbildning
Budde växte upp i New Jersey och i Colorado. Hennes mor Ann Edgar, född Björkman (1931–2024), var född i Muncie i Indiana av svenska föräldrar som flyttade tillbaka till Sverige under hennes första levnadsår. Ann Edgar återflyttade till USA tidigt i vuxenlivet.
Senare studerade Budde vid University of Rochester, där hon avlade filosofie kandidatexamen i historia. Hon avlade masterexamen i teologi år 1989 vid Virginia Theological Seminary och Doctor of Ministry 2008 vid samma lärosäte. År 2012 kreerades hon till honorär Doctor of Divinity vid samma högskola.

## Karriär
Vid 24 års ålder antogs Budde som postulant inom den episkopala kyrkan. År 1988 utsågs hon till diakon, året därpå som präst inom kyrkan. Hennes första kyrkliga post efter prästseminariet var som assisterande präst vid Trinity Episcopal Church i Toledo i Ohio. Under 1993 antogs hon till tjänsten som kyrkoherde vid St. John's Episcopal Church i Minneapolis i Minnesota, där hon innehade tjänsten under de följande 18 åren.
År 2011 valdes Budde till den nionde biskopen av Washington, som den första kvinnan på posten. I sin roll som biskop är hon överhuvud för 89 församlingar inom stiftet utöver tio episkopala skolor. Washington-stiftet motsvarar Washington, D.C. samt fyra countyn i Maryland.
I samband med George Floyd-protesterna i Washington 2020 uppmärksammades Budde för sin kritik av polisens och Nationalgardets ingripanden. Detta var i samband med att demonstranter motades bort från Lafayetter Square inför en fotografering med den dåvarande president Donald Trump framför St. John's Church. Som biskop har Budde initierat att målade fönster i Washington National Cathedral föreställande sydstatsgeneralerna Robert E. Lee och Stonewall Jackson ersatts av fönster som visade afroamerikaners medborgarrättskamp.
Budde talar spanska flytande och har under sitt yrkesliv ägnat stor del av sitt arbete med spansktalande amerikaner.

### Predikan inför presidenten 2025
Dagen efter Donald Trumps andra tillträde som USA:s president uppmärksammades hon i samband med en interreligiös gudstjänst i Washington National Cathedral, en sammankomst som enligt traditionen arrangeras efter varje ny presidents tillträde. Inför Trump och de församlade vädjade Budde till den nygamla presidenten att visa barmhärtighet mot de svaga. Detta inkluderade homosexuella och invandrare, två grupper som utpekats som risker för det amerikanska samhället av Trump under hans första och inför hans andra presidentperiod. Buddes vädjan berörde också Trumps egen tro på en älskande Gud, som enligt honom räddat hans liv i samband med mordförsöket på honom 2024.
Predikan skedde dagen efter att den nytillträdde presidenten undertecknat dekret för att skyndsamt kunna utvisa papperslösa invandrare från USA och dra tillbaka HBTQ-personers rättigheter. Budde hade redan 2020 uppmärksammats för sina uttalanden gentemot beslut av Trumps dåvarande regering och hennes predikan betygsattes av presidenten som en "väldigt tråkig och oinspirerande" insats. Senare önskade han en ursäkt från henne för hennes enligt honom opassande uttalanden.
Efter sina uttalanden fick Budde emotta hot, inklusive om att utvisa henne från USA. Detta sistnämnda kom från Mike Collins, republikansk ledamot av Representanthuset från Georgia. Budde är dock amerikansk medborgare.

## Privatliv
Budde är gift med Paul Budde sedan mitten av 1980-talet. De har två vuxna barn.